# Aloe reitzii x rivae
Aloe reitzii x rivae é uma espécie de liliopsida do gênero Aloe, pertencente à família Asphodelaceae.